# The Moonshine War
The Moonshine War é um filme estadunidense de 1970, dos  gêneros aventura, comédia, drama e policial, dirigido por Richard Quine,  roteirizado por Elmore Leonard  baseado no livro de sua autoria, música de Fred Karger.

## Sinopse
Kentucky, 1932, período da lei seca, um corrupto agente do governo tenta confiscar um tesouro em uísque de um antigo amigo e companheiro do exército. 

## Elenco
- Patrick McGoohan ....... Frank Long
- Richard Widmark ....... Dr. Emmett Taulbee
- Alan Alda .......  John W. (Son) Martin
- Melodie Johnson ....... Lizann Simpson
- Will Geer .......  Mr. Baylor
- Joe Williams .......  Aaron
- Susanne Zenor ....... Miley Mitchell
- Lee Hazlewood ....... Dual Metters
- Max Showalter ....... Mr. Worthman
- Harry Carey Jr. ....... Arley Stamper
- Tom Nolan ....... Lowell
- Dick Peabody .......  Boyd Caswell (as Richard Peabody)
- John Schuck ....... E.J. Royce
- Bo Hopkins .......  Bud Blackwell
- Charles Tyner .......  Mr. McClendon